# Cravo Norte (ort)
Cravo Norte är en ort i Colombia.   Den ligger i departementet Arauca, i den nordöstra delen av landet, 500 km öster om huvudstaden Bogotá. Cravo Norte ligger 103 meter över havet och antalet invånare är 4 787.
Terrängen runt Cravo Norte är mycket platt.  Trakten runt Cravo Norte är nära nog obefolkad, med mindre än två invånare per kvadratkilometer. Det finns inga andra samhällen i närheten. Trakten runt Cravo Norte består i huvudsak av gräsmarker.